# San Filippo Neri all'Acquedotto Felice
San Filippo Neri all'Acquedotto Felice är en kyrkobyggnad i Rom, helgad åt den helige Filippo Neri, präst och ordensgrundare. Kyrkan är belägen vid Via dell'Acquedotto Felice i quartiere Tuscolano och tillhör församlingen Santa Maria del Buon Consiglio.
Kyrkan förestås av Figlie dell'Oratorio, en kongregation grundad år 1885 av prästen Vincenzo Grossi (1845–1917; helgonförklarad 2015) och Ledovina Maria Scaglioni (1875–1961).
Kyrkans tillnamn ”Acquedotto Felice” (Aqua Felix) åsyftar en akvedukt uppförd under påve Sixtus V:s pontifikat (1585–1590).